# 천공대거
천공대거(Pelforated bandsaw)는 톱 중앙부에 일정한 간격으로 원형 또는 타원형으로 천공한 띠톱은 요입의 간소화를 위해 고안되었으나, 톱밥의 배출작용이 원활할 수 있고, 톱밥이 쉽게 달라붙는 동결재와 수지함유재의 제재를 우수하다.